# 國電科環
國電科技環保集團股份有限公司（港交所除牌前：1296.HK）是中国国电集团整合旗下高科技產業而成立的公司，主要在中國提供環保節能解決方案及生產風電設備及太陽能產品。
2011年12月，國電科環在香港進行公開招股，發售約20.79億股，招股價由2.16至2.42港元，集資最多50.3億元。國電科環又引了5名基礎投資者，包括私募基金賽富、中國高速傳動、大唐新能源、華電集團及國家電網。其後，國電科環因應市況縮減集資金額，發行股數由約20.79億股減至10.93億股，其中公開發售部行發展股數維持不變，招股價定價2.16元。上市日期亦因此因12月21日延至12月30日。最終，國電科環公開發售部行收到239份有效申請，認購率只有1.39%。2021年5月30日因私有化於香港交易所除牌。

## 外部連結
- 國電科環網站
- 國電科環招股章程 （页面存档备份，存于）
- 國電科環補充招股章程 （页面存档备份，存于）